# Викторија (Јаши)
Викторија (рум. Victoria) насеље је у Румунији у округу Јаши у општини Викторија. Oпштина се налази на надморској висини од 103 m.

## Становништво
Према подацима из 2002. године у насељу је живело 4293 становника, од којих су сви румунске националности.

### Хронологија
| Година       | 1992 | 1993 | 1994 | 1995 | 1996 | 1997 | 1998 | 1999 | 2000 | 2001 | 2002 | 2003 | 2004 | 2005 | 2006 | 2007 | 2008 | 2009 | 2010 | 2011 | 2012 | 2013 | 2014 | 2015 | 2016 | 2017 |
| ------------ | ---- | ---- | ---- | ---- | ---- | ---- | ---- | ---- | ---- | ---- | ---- | ---- | ---- | ---- | ---- | ---- | ---- | ---- | ---- | ---- | ---- | ---- | ---- | ---- | ---- | ---- |
| Становништво | 4276 | 4252 | 4243 | 4272 | 4357 | 4365 | 4384 | 4406 | 4409 | 4463 | 4465 | 4455 | 4446 | 4432 | 4434 | 4460 | 4536 | 4566 | 4550 | 4533 | 4520 | 4532 | 4527 | 4524 | 4526 | 4501 |